# N-Metylo-1,3-benzodioksolilobutanoamina
N-Metylo-1,3-benzodioksolilobutanoamina (MBDB) – organiczny związek chemiczny, empatogenna substancja psychoaktywna, pochodna amfetaminy, analog MDMA. MBDB po raz pierwszy zostało otrzymane przez Davida E. Nicholsa a dokładniej zbadane i opisane przez Alexandra Shulgina. Zgodnie z PIHKAL dawkowanie tej substancji waha się w przedziale 180–210 mg a czas działania wynosi 4 do 6 godzin. Efekty działania MBDB opisywane są jako podobne do MDMA, lecz mniej wyraźne i łagodniejsze.